# Sjenring

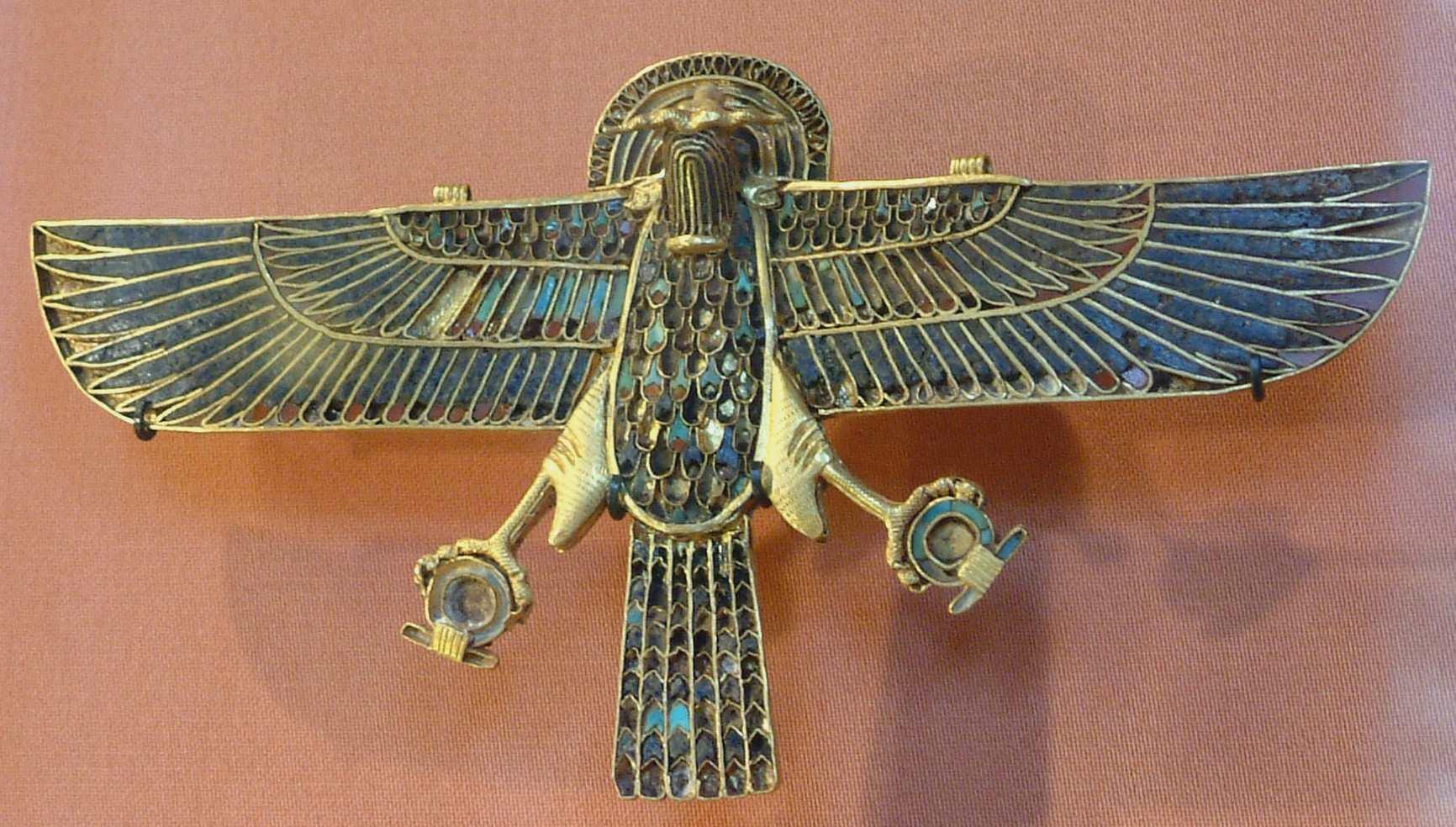
Horus, Sjenringen in zijn klauwen (Louvre Museum)

Een Sjenring is een cirkel met een tangentiale lijn die in de Egyptische hiërogliefen werd gebruikt om de eindeloze tijd of eeuwigheid aan te duiden. Numeriek betekende het oneindigheid, het al of ook alles.
De Sjenring werd ook als een rond gevouwen touw afgebeeld, waarvan de twee uiteinden elkaar kruisten. Zo komt het eveneens in andere culturen voor, zoals de Mesopotamische. Ook de trouwring symboliseert hetzelfde begrip.

## De gerekte "Sjenring", de cartouche
| V9 | \| \| | V10 |
|    |       |     |

|  |

| V9 | \| \| | V10 |
|    |       |     |

|  |

| V9 | \| \| | V10 |
|    |       |     |

|  |

| V9 | \| \| | V10 |
|    |       |     |

|  |

Het symbool wordt uitgerekt tot een langwerpige cartouche, waarin typisch de namen van goden en van farao's worden vermeld. Het woord sjen zelf betekent in Oud-Egyptisch omcirkelen.

## Sjenring gebruik in de iconografie
De Sjenring is de  'sjenoe'. 

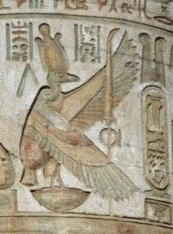
Goddess Nekhbet, papyrusnerf als symbool van de tijdmeting, met een Sjenring aan het eind

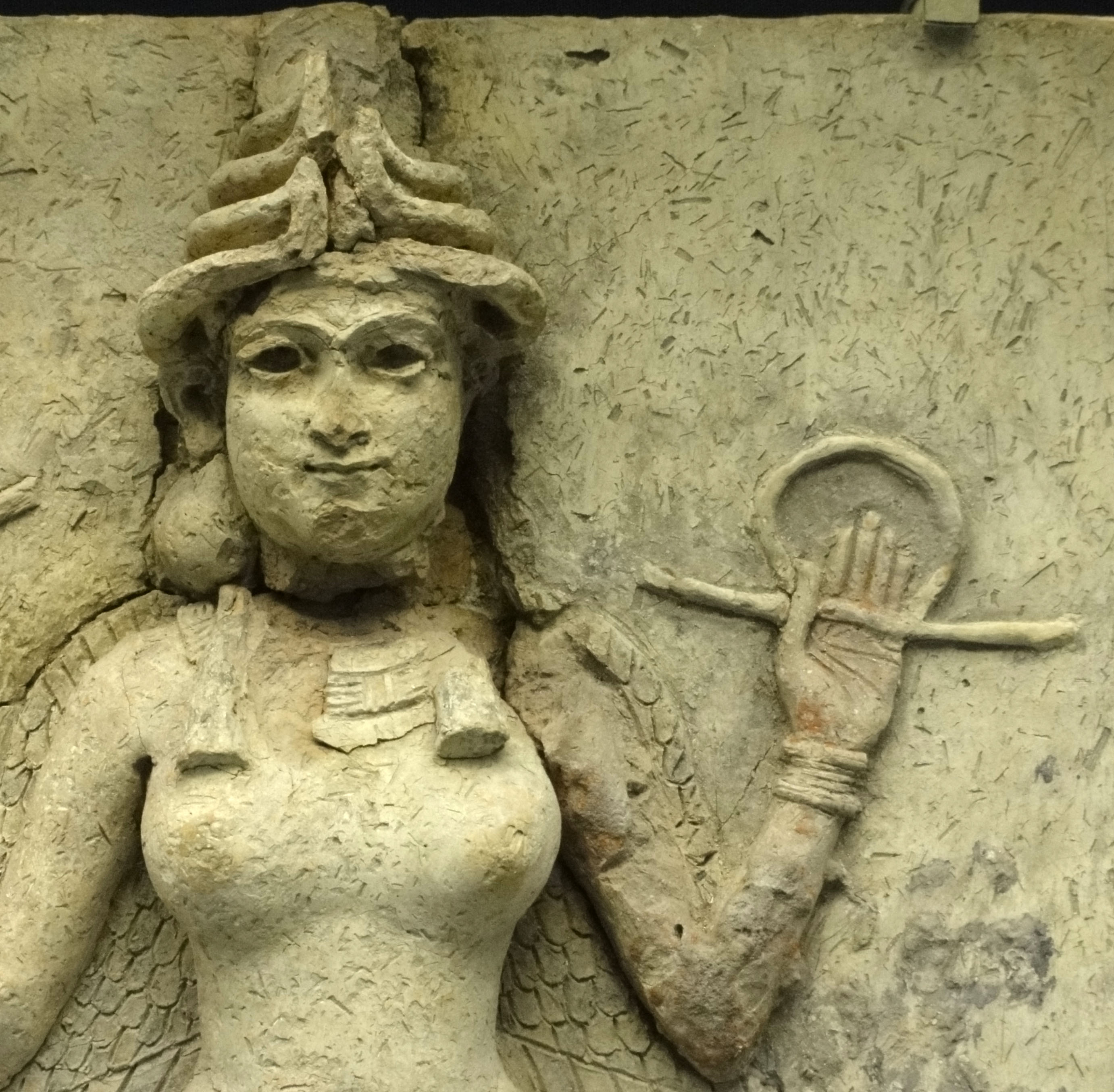
Terracotta plaket met touwring dragende giergodin van circa 2000-1700 v.Chr.

- De godin Heket, (de 'kikker'), zit vaak op een sjenoe.
- Voor de Eeuwigheid staat meestal de renpit, papyrusnerf bovenaan een Sjenring. Zie de Egyptische god Hu. (Senusret I heeft een beroemd linteel reliëf waarop dit te zien is.)
- De Sjenring is vaak met verschillende typen scepters of staven verbonden, die gezag symboliseren of macht. Het wijst dan op 'eeuwige' macht.
- De godinnen Isis en Nekhbet worden vaak knielend afgebeeld met de hand die op een sjenoe rust.
- De havikgod (Horus) en de giergodin Mut hebben de sjenoe in hun klauwen, terwijl hun vleugels gespreid zijn. In het Louvre is een "Horus met gespreide vleugels", te zien met sjenoes in zijn klauw. Het is een borstjuweel dat mogelijk voor koninklijk gebruik was bedoeld.

Deze iconografie staat symbool voor het concept 'eindeloze tijd'.